# HMS London (D16)
El HMS London (D16) fue la cabeza de serie de los destructores de la clase County. Fue puesto en gradas en 1960, botado en 1961 y asignado a la Royal Navy (RN) en 1963. Fue de baja en 1981 y vendido a Pakistán como PNS Babur (D-84).

## Historia
El HMS London fue construido por Swan Hunter. Los trabajos se iniciaron el 26 de febrero de 1960, el casco fue botado el 7 de diciembre de 1961 y el buque ya dotado fue entregado a la Marina Real el 4 de noviembre de 1963.
Desplazaba 5440 t en condiciones estándar y hasta 6200 t a plena carga y alcanzaba una velocidad de 30 nudos. Lo hacía con una propulsión COSAG, compuesta por dos turbinas de vapor de 30 000 shp y cuatro turbinas de gas de 30 000 shp. Estaba armado de misiles Sea Slug Mk 1, cuatro cañones Mk 6 de 115 mm distribuidos en dos torres y dos cañones simples de 20 mm.

### Servicio
El HMS London entró en servicio en la Marina Real británica el 4 de noviembre de 1963. Era el décimo buque que llevaba el nombre de la capital de Reino Unido. Fue retirado en 1981 y vendido a Pakistán. Al año siguiente fue entregado a la armada pakistaní, donde recibió el nombre PNS Babur (D-84).